# José Manuel Arango
José Manuel Arango (El Carmen de Viboral, 5 de octubre de 1937-Medellín, 5 de abril de 2002) fue un poeta, traductor, filósofo y ensayista colombiano. Su poesía es rigurosa y elaborada, casi toda compuesta por poemas cortos que recogen un enorme acervo cultural y una sensibilidad que se expresa en monólogos y en alusiones herméticas.

## Vida
Nació en un centro agrícola y artesanal donde pasó su niñez acompañando a su abuelo materno en las tareas de siembra y cosecha del maíz que vendía los domingos. De El Carmen de Viboral salió ya entrada la pubertad para ingresar al Seminario Mayor de Medellín donde hizo el bachillerato. Estudió Filosofía en la Universidad Pedagógica y Tecnológica de Colombia en Tunja. Allí se casó con Clara Leguizamón, con quien tuvo tres hijos: Rodrigo, Teresa y Gustavo, el primero asesinado por un conductor de bus municipal el mismo día de su graduación como bachiller.
Hizo una maestría en filosofía y literatura en la Universidad de West Virginia, lo que le permitió contemporizar con los principales movimientos poéticos contestatarios de ese momento: Beatniks, Imagismo y contracultura hippie. Sin embargo, su poesía buscó raíces más hondas, desde la tradición clásica e hispanoamericana, pasando por la mejor poética anglosajona e incluso del lejano Oriente.
Profesor de lógica simbólica y filosofía del lenguaje durante más de veinte años en la Universidad de Antioquia. Poetas como Walt Whitman, Emily Dickinson, William Carlos Williams, Ezra Pound, Denise Levertov, tuvieron siempre en su obra una profunda ascendencia espiritual y estilística. De ellos, y muchos otros escritores, realizó apreciadas traducciones al español en Colombia. Sus poemas han sido igualmente vertidos al inglés, alemán, italiano y portugués y, en la actualidad, su reputación entre las nuevas generaciones alcanza cada vez mayor reconocimiento e influencia. En vida fundó revistas de gran prestigio como Acuarimántima (1973-1982), Poesía (1986-1989) y Deshora (1996-2002). Obtuvo el Premio Nacional de Poesía por reconocimiento de la Universidad de Antioquia en 1988 y otras distinciones a su vida y obra. Falleció a los 64 años en Medellín

## Obras
- Este lugar de la noche (1973)
- Signos (1978)
- Cantiga (1987)
- Poemas escogidos (Colección Autores Antioqueños, 1988)
- Poemas (1991)
- Tres poetas norteamericanos (Traducciones de Whitman, Dickinson, Williams, 1993)
- En mi flor me he escondido (Traducciones de Emily Dickinson, 1994)
- Montañas (1995)
- Poemas reunidos (Editorial Norma, 1997)
- La sombra de la mano en el muro (antología personal, con prólogo del propio autor, col. Palimpsesto, Carmona-Sevilla, 2002)
- En la tierra de nadie del sueño (poemas póstumos, Ediciones DesHora, Medellín, 2002)[3]
- Poesía completa (edición y prólogo de Francisco José Cruz, Biblioteca Sibila-Fundación BBVA, Sevilla, 2009)[4]